# 各務郡
- 令制国一覧 > 東山道 > 美濃国 > 各務郡
- 日本 > 中部地方 > 岐阜県 > 各務郡

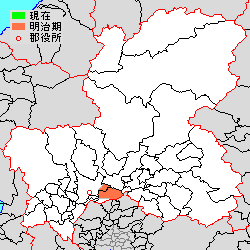
岐阜県各務郡の位置

各務郡（かかみぐん）は、岐阜県（美濃国）にあった郡。

## 郡域
1879年（明治12年）に行政区画として発足した当時の郡域は、以下の区域にあたる。
- 岐阜市の一部（長良川以東かつ岩田坂・岩田西以東）
- 各務原市の大部分（川島各町・成清町・神置町・下中屋町・大佐野町・上中屋町・松本町を除く）

## 歴史

### 古代
大宝2年（702年）の御野国戸籍に「各牟郡」とある。郡司に少領各牟勝小牧と主帳勝牧夫の名が見える。
「続日本後紀」は「各務郡」と書き、「和名抄」は「加々美」と訓注している。
貞観8年7月（866年）、各牟氏は、国司の意に反して尾張側の広野川掘開工事の現場を農民約700人を率いて襲撃した（広野川事件）。
郡家は、各務氏の本貫地、各務郷に所在したと見られる。
東海道美濃国八駅の一つに、各務駅が見える。

### 中世
承久の乱のとき、当郡内の前渡（各務原市）で幕府軍と官軍との激戦が繰り広げられ、官軍は大敗した。
郡内には芥見荘、鵜沼荘、弓削田荘、蘇原荘などの荘園があった。
嘉元4年（1306年）6月付、『昭慶門院御領目録』に見える陶器所という所領には、室町時代に入り守護土岐氏の一族が土着して地名を氏としたという。
南北朝時代に蘇原荘の地頭職にあった大見氏は、元々伊豆国大見郷の豪族であり、治承4年（1180年）8月の源頼朝挙兵に参加した。

### 近世以降の沿革
- 「旧高旧領取調帳」に記載されている明治初年時点での支配は以下の通り。幕府領は美濃郡代が管轄。（41村）

| 知行               | 知行                                               | 村数 | 村名                                                                           |
| ------------------ | -------------------------------------------------- | ---- | ------------------------------------------------------------------------------ |
| 藩領               | 尾張藩(太田代官)                                   | 5村  | 鵜沼村、柿沢村、野村、飛鳥村、小網村                                           |
| 藩領               | 高富藩                                             | 1村  | 岩滝村                                                                         |
| 幕府領             | 美濃郡代                                           | 9村  | 大洞村、各務村、須衛村、坂井村、吉兵衛新田、伊吹村、北洞村、更木新田、影野新田 |
| 幕府領 旗本領      | 美濃郡代 室賀甲斐守                                | 1村  | 岩田村                                                                         |
| 幕府領 旗本領      | 美濃郡代 金田三左衛門                              | 1村  | 古市場村                                                                       |
| 幕府領 藩領 旗本領 | 美濃郡代 尾張藩(太田代官) 室賀甲斐守               | 1村  | 前野村                                                                         |
| 藩領 旗本領        | 高富藩 金田斧太郎 金田小膳 金田三左衛門 室賀甲斐守 | 1村  | 芥見村                                                                         |
| 旗本領             | 室賀甲斐守                                         | 1村  | 宮代村                                                                         |
| 旗本領             | 坪内帯刀                                           | 1村  | 下切村                                                                         |
| 旗本領             | 坪内輪三郎                                         | 1村  | 山脇村                                                                         |
| 旗本領             | 坪内飛騨守                                         | 7村  | 三井村、上戸村、新加納村、長塚村、大野村、小佐野村、前渡村                     |
| 旗本領             | 徳山出羽守                                         | 6村  | 西市場村、桐野村、岩地村、山後村、大島村、三滝新田                             |
| 旗本領             | 徳山出羽守 徳山小左衛門                            | 1村  | 野口村                                                                         |
| 旗本領             | 徳山小左衛門                                       | 1村  | 島崎村                                                                         |
| 旗本領             | 徳山小左衛門 戸田七内                              | 1村  | 熊田村                                                                         |
| 旗本領             | 戸田七内                                           | 1村  | 持田村                                                                         |
| 旗本領             | 戸田七内 金田左近 金田三左衛門                     | 1村  | 東門村                                                                         |
| 旗本領             | 金田三左衛門                                       | 1村  | 東島村                                                                         |

- 慶応4年
  - 4月15日（1868年5月7日） - 幕府領・旗本領が笠松裁判所の管轄となる。
  - 閏4月25日（1868年6月15日） - 笠松裁判所の管轄地域が笠松県の管轄となる。
- 明治4年
  - 7月14日（1871年8月29日） - 廃藩置県により、藩領が名古屋県、高富県となる。
  - 11月22日（1872年1月2日） - 第1次府県統合により、全域が岐阜県の管轄となる。
- 明治7年（1874年）9月[2]（38村）
  - 小網村が羽栗郡小網島村に合併。
  - 三滝新田・野村・柿沢村が合併して三柿野村となる[3]。
- 明治8年（1875年）1月 - 以下の各村の統合が行われる[4]。（29村）
  - 前洞村 ← 北洞村、前野村
  - 大宮村 ← 大島村、宮代村[5]
  - 和合村 ← 野口村、坂井村、東島村、東門村、熊田村[6]
  - 伊飛島村[7] ← 伊吹村、飛鳥村、島崎村、吉兵衛新田
- 明治12年（1879年）2月18日 - 郡区町村編制法の岐阜県での施行により、行政区画としての厚見郡が発足。「厚見方県各務郡役所」が厚見郡岐阜町に設置され、同郡および方県郡とともに管轄。
- 明治22年（1889年）7月1日 - 町村制の施行により、那加村、上戸村、大野村、小佐野村、三井村、前渡村、若宮村、鵜沼村、各務村、須衛村、伊飛島村、和合村、大宮村、古市場村、持田村、三柿野村、岩田村、岩滝村、芥見村、大洞村が発足。それにともない以下の変更が行われる。（20村）
  - 西市場村・更木新田・桐野村・岩地村・山後村・長塚村・前洞村・影野新田・新加納村が合併して那加村となる。
  - 下切村・山脇村が合併して若宮村となる。
- 明治30年（1897年）4月1日 - 郡制の施行のため、下記の変更により各務郡廃止。
  - 厚見郡・各務郡および方県郡の一部の区域をもって稲葉郡が発足。同日各務郡廃止。
  - 芥見村の一部が山県郡保戸島村の一部となる。

## 行政
厚見・方県・各務郡長
| 代 | 氏名 | 就任年月日                | 退任年月日                | 備考                                           |
| -- | ---- | ------------------------- | ------------------------- | ---------------------------------------------- |
| 1  |      | 明治12年（1879年）2月18日 |                           |                                                |
|    |      |                           | 明治30年（1897年）3月31日 | 厚見郡および方県郡の一部と合併により各務郡廃止 |